# Autovía del Guadiana
La autovía del Guadiana o A-43 es una autovía ejecutada parcialmente y proyectada en la prolongación hasta Extremadura. A su conclusión comunicará Extremadura con la Comunidad Valenciana.

## Nomenclatura
La A-43 es el resultado de la duplicación de la carretera nacional N-430, en el tramo Torrefresneda - Manzanares. Su nomenclatura viene, igual que casi todas las conversiones de carreteras nacionales a autovías, de las dos primeras cifras del nombre antiguo (N-430 > A-43), y la letra A refiriéndose a que es una autovía de titularidad estatal, gestionada por el Ministerio de Transportes, Movilidad y Agenda Urbana. El nombre Extremadura-Comunidad Valenciana, actualmente, no tiene sentido alguno al encontrarse el kilómetro 0 en Ciudad Real capital.
En su tramo Manzanares - Atalaya del Cañavate ha sido desdoblada a partir de la N-310.

## Historia

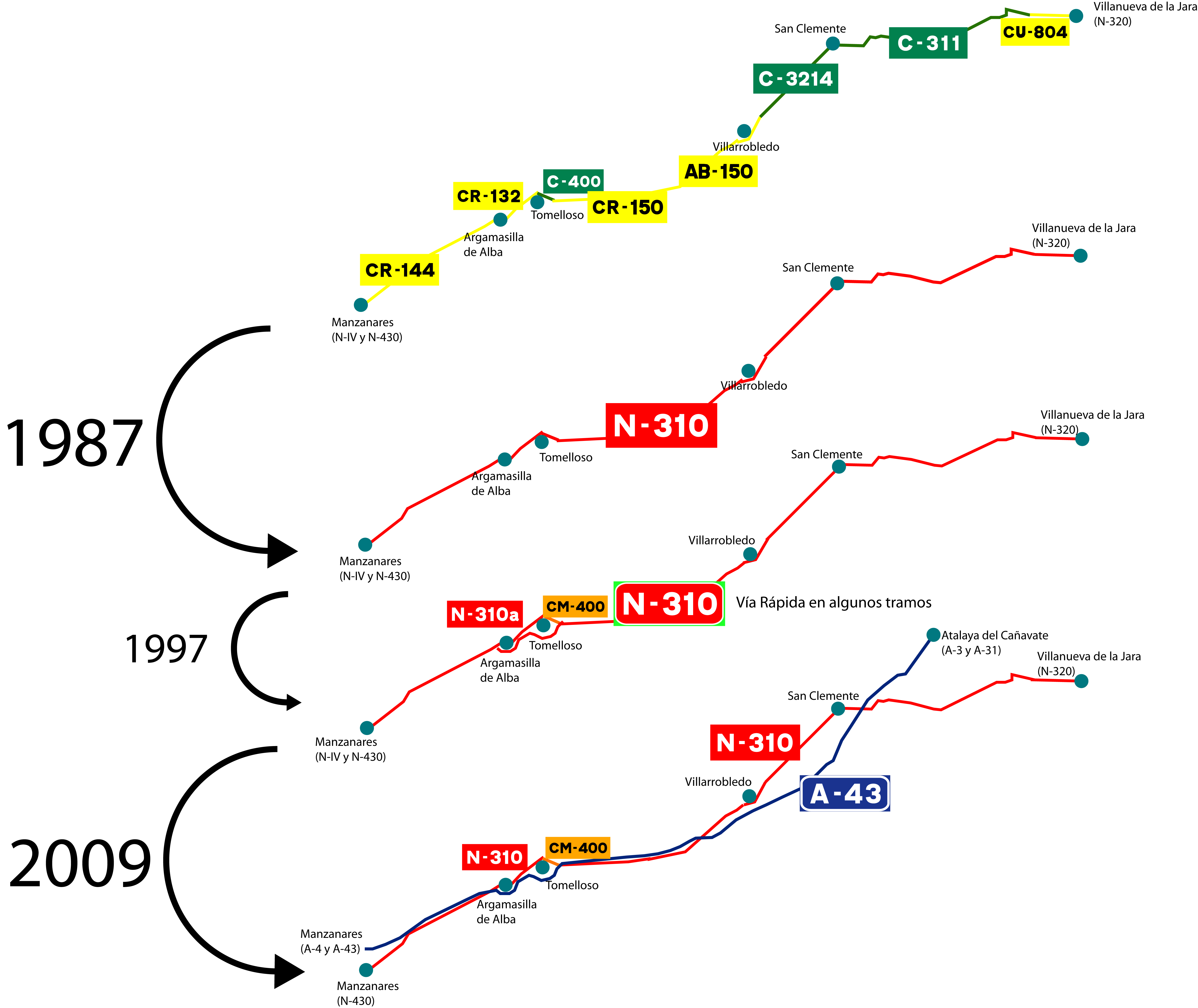
Historia de la formación de la N-310 y la autovía A-43 en el tramo paralelo a esta

## Trazado actual
Esta autovía nace cerca de Mérida (concretamente en Torrefresneda), en la autovía del Suroeste (A-5) y termina en la autovía del Este (A-3) en Atalaya del Cañavate. Actualmente existen tramos en servicio y otros meramente en proyecto. Esta vía de comunicación conecta el este de la Península, y concretamente el Puerto de Valencia, con el oeste (vega del Guadiana), sirviendo de conexión directa entre Lisboa y Valencia, sin pasar por Madrid.
Se cruza con la autovía de las Vegas Altas (EX-A2) en Don Benito-Villanueva, con la autovía del Sur (A-4) en Manzanares, con la autovía de los Viñedos (CM-42) en Tomelloso y con la autopista Ocaña-La Roda (AP-36) en San Clemente. Además, comparte el trazado de la Autovía Ciudad Real - Puertollano (A-41).

## Proyectos relacionados
Junto con el tramo Manzanares Noroeste - Manzanares Este, se ha puesto en servicio una doble variante de la carretera N-430 a su paso por las localidades de Manzanares y Membrilla.

## Tramos
| Denominación | Tramo                                                                                  | Kilómetros | Año servicio / Estado (2025)                                                                       |
| ------------ | -------------------------------------------------------------------------------------- | ---------- | -------------------------------------------------------------------------------------------------- |
|              | Torrefresneda A-5 - Santa Amalia                                                       | 11         | En redacción de proyecto (pendiente someter a información pública) (pendiente licitación de obras) |
|              | Santa Amalia - Puertollano Oeste                                                       | 203 +/-    | Estudio informativo (pendiente de opción sur por autovía con la mejora de la N-430 )               |
|              | Variante de Puertollano Tramo: Puertollano Oeste - Argamasilla de Calatrava A-41 PT-10 | 11,3       | Proyecto terminado (aprobado definitivamente) (pendiente licitación de obras)                      |
| A-43         | Miguelturra A-41 - Daimiel                                                             | 36         | 2003                                                                                               |
| A-43         | Daimiel - Manzanares Norte A-4                                                         | 17,1       | 2005                                                                                               |
| A-43         | Manzanares Norte A-4 - Manzanares Este                                                 | 3,6        | 2009                                                                                               |
| A-43         | Manzanares Este - Herrera de la Mancha                                                 | 10,5       | 2007                                                                                               |
| A-43         | Herrera de la Mancha - Argamasilla de Alba                                             | 9,6        | 2008                                                                                               |
| A-43         | Argamasilla de Alba - Tomelloso CM-42                                                  | 16,2       | 2005                                                                                               |
| A-43         | Tomelloso CM-42 - L. P. Ciudad Real/Albacete                                           | 14,3       | 2009                                                                                               |
| A-43         | L. P. Ciudad Real/Albacete - Villarrobledo Oeste                                       | 11,5       | 2009                                                                                               |
| A-43         | Villarrobledo Oeste - Enlace N-301                                                     | 24,7       | 2009                                                                                               |
| A-43         | Enlace N-301 - Atalaya del Cañavate A-3 A-31                                           | 29,1       | 2006                                                                                               |

NOTA IMPORTANTE: El caso del tramo de la variante de Puertollano, confirma que la duplicación de la carretera N-420 será la autovía A-43, además de la licitación de proyecto del tramo Torrefresneda-Santa Amalia, permite la continuación de la A-43 con la opción sur del nuevo trayecto. La decisión tiene que esperar hasta la aprobación del estudio informativo de la mejora de la carretera N-430 entre Santa Amalia y Ciudad Real y con eso, se actualizará el estado y el trayecto definitivo de la A-43.

## Observaciones

### Consideraciones acerca de los tramos en proyecto
El tramo Torrefresneda - Cruce Villanueva de la Serena será paralelo a la actual carretera nacional N-430. La zona de las Vegas Altas del Guadiana es abundante en regadíos y tiene que definirse el mejor trazado para minimizar los costes de las expropiaciones. El tramo desde el cruce de Villanueva hasta Almadén, ya en la provincia de Ciudad Real, según la última opción elegida por Fomento, seguirá más o menos el trazado de la carretera autonómica EX-104 que pasa por Campanario, Castuera y Cabeza del Buey, girando al llegar a esta localidad para pasar por el sur de Peñalsordo y cruzar el embalse de La Serena adentrándose ya en Ciudad Real por el norte de Chillón y Almadén. Este trazado ha sido enviado a Medio Ambiente para tramitar la DIA.

## Salidas
| Salida | Sentido Atalaya del Cañavate                       | Sentido Ciudad Real                                                    | Salida |
| ------ | -------------------------------------------------- | ---------------------------------------------------------------------- | ------ |
|        | Continuación de la A-41 Manzanares 55 Albacete 198 | Pasa a llamarse A-41 Puertollano 39 Córdoba 191                        |        |
|        |                                                    | Mérida/Badajoz continúa por N-430                                      |        |
| 1      | Ciudad Real norte N-401 Toledo                     |                                                                        |        |
|        |                                                    | N-401 Toledo Ciudad Real Miguelturra                                   | 2      |
| 4      | ( CM-4173 ) Miguelturra CM-45 Almagro Valdepeñas   | ( CM-4173 ) Miguelturra CM-45 Almagro Valdepeñas                       | 4      |
| 9      | CR-511 Carrión de Calatrava Almagro                | CR-511 Carrión de Calatrava Almagro                                    | 9      |
| 15     | CR-5111 Torralba Bolaños CR-5112 Pozuelo           | CR-5111 Torralba Bolaños CR-5112 Pozuelo                               | 15     |
| 26     | CM-4107 Daimiel Las Tablas Bolaños                 | CM-4107 Daimiel Las Tablas Bolaños                                     | 26     |
| 30     | CM-4117 Daimiel Valdepeñas                         | CM-4117 Daimiel Valdepeñas                                             | 30     |
| 33     | N-420 Puerto Lápice Madrid                         | N-420 Daimiel Puerto Lápice Madrid                                     | 33     |
| 48     | N-430 Manzanares (oeste)                           | N-430 Manzanares (oeste)                                               | 48     |
| 51     | E-5 A-4 Manzanares Córdoba Madrid                  | E-5 A-4 Manzanares Córdoba Madrid                                      | 51     |
| 54     | N-310 Manzanares (este) N-430 Membrilla La Solana  | N-310 Manzanares (este) N-430 Membrilla La Solana                      | 54     |
| 63     | Herrera de la Mancha                               |                                                                        |        |
|        |                                                    | Herrera de la Mancha                                                   | 65     |
| 67     | N-310 Vía de Servicio                              |                                                                        |        |
|        |                                                    | N-310 Vía de Servicio                                                  | 71     |
| 75     | N-310 Argamasilla de Alba Villarta de San Juan     |                                                                        |        |
|        |                                                    | N-310 Argamasilla de Alba Villarta de San Juan                         | 77     |
| 81     | CM-3115 Argamasilla de Alba Lagunas de Ruidera     | CM-3115 Argamasilla de Alba Lagunas de Ruidera                         | 81     |
| 87     | polígono industrial CM-3109 Tomelloso La Solana    | CM-3109 Tomelloso La Solana                                            | 87     |
| 91     | CM-400 Tomelloso Albacete                          | CM-400 Tomelloso Alcázar de San Juan Albacete                          | 91     |
| 95     | CM-42 Alcázar de San Juan Toledo                   | CM-42 Alcázar de San Juan Toledo                                       | 95     |
|        | Provincia de Albacete                              | Provincia de Ciudad Real                                               |        |
| 117    | CM-3111 Socuéllamos CM-3126 Sotuélamos             | CM-3111 Socuéllamos CM-3126 Sotuélamos                                 | 117    |
| 125    | CM-3123 Villarrobledo Ossa de Montiel              | CM-3123 Villarrobledo Ossa de Montiel                                  | 125    |
| 129    | CM-3121 Barrax CV-C4 Minaya Villarrobledo          | CM-3121 Barrax CV-C4 Minaya Villarrobledo                              | 129    |
| 132    | Villarrobledo (este)                               | Villarrobledo (este)                                                   | 132    |
|        | Provincia de Cuenca                                | Provincia de Albacete                                                  |        |
| 144    | N-301 La Roda Albacete Ocaña Toledo                | N-301 La Roda Albacete Ocaña Toledo                                    | 144    |
| 147    | AP-36 Madrid Albacete                              | AP-36 Madrid Albacete                                                  | 147    |
| 149    | San Clemente sur                                   | Villarrobledo San Clemente sur                                         | 149    |
| 155    | N-310 San Clemente norte Sisante                   | N-310 San Clemente norte Sisante                                       | 155    |
| 162    | Vara de Rey Villar de Cantos                       | Vara de Rey Villar de Cantos                                           | 162    |
| 172    | Atalaya del Cañavate Sisante                       |                                                                        |        |
| 173A   | A-31 Albacete Alicante Murcia                      |                                                                        |        |
| 173B   | E-901 A-3 Madrid                                   |                                                                        |        |
|        |                                                    | A-31 Albacete Alicante Murcia                                          | 173    |
|        | Se convierte en E-901 A-3 Alarcón 24 Valencia 176  | Comienza en la E-901 A-3 (salida 180) Villarrobledo 42 Ciudad Real 171 |        |